# Igor Sartori
Igor Torres Sartori (* 8. Januar 1993 in Rio de Janeiro) ist ein brasilianischer Fußballspieler.

## Karriere
Sartori begann seine Karriere 2011 beim japanischen Erstligisten Kashima Antlers. 2012 kehrte er nach Brasilien zurück und unterschrieb einen Vertrag bei CR Flamengo. Von 2015 bis 2017 spielte er bei CA Bragantino und Red Bull Brasil. 2017 wechselte er nach Hongkong. Hier unterschrieb er einen Vertrag bei Tai Po FC. 2019 wurde er mit dem Verein Meister der Hong Kong Premier League. 2019 wechselte er zu R&F (Hong Kong). In der Saison 2019/20 schoss er neun Tore und wurde Dritter in der Torschützenliste der Liga. 2021 wechselte er zu Meizhou Hakka. 2022 wechselte er zum japanischen Zweitligisten Ventforet Kofu. 2023 kehrte er nach Hongkong zurück und unterschrieb einen Vertrag bei Kitchee SC. 2023 wurde er mit dem Verein Meister der Hong Kong Premier League. 2024 wechselte er zu Tai Po FC.